# Eliana (álbum de 1996)
Eliana é o quarto álbum de estúdio da apresentadora e cantora brasileira homônima, lançado em 1996 pelas gravadoras BMG e RCA (atual Sony Music Brasil). O lançamento coincidiu com um período de sucesso, na época ela apresentava programa infantil Bom Dia & Cia no SBT, que era conhecido por possuir personagens e quadros que tinham como objetivo educar e entreter as crianças.
O álbum, descrito como pedagógico, possui músicas escolhidas através de pesquisas realizadas em escolas. Inclui canções com temas sobre proteção ambiental, bem como faixas divertidas e animadas e um pot-pourri com canções tradicionais. Como forma de promovê-lo, foi feita uma turnê nacional. 
Comercialmente, tornou-se um sucesso e a artista recebeu discos de ouro e de platina em diferentes ocasiões por ter atingido vendas superiores a 250 mil cópias no Brasil.

## Antecedentes e contexto
Por volta da época do lançamento do disco, Eliana apresentava o programa infantil Bom Dia & Cia no SBT. O programa, que celebrava três anos no ar, era conhecido por seu caráter educativo e alcançava altos índices de audiência, chegando a oito pontos no IBOPE durante sua exibição matinal.
Nesse contexto, a artista e a produção do programa resolveram introduzir novos personagens, como a Formiga Bartira, a Ratinha, a Vovó Aranha, a Bruxinha, a Mosquitinha, a Joaninha e o Bob Traça, cada um com a função de ensinar diferentes conceitos às crianças, desde higiene e música até formas geométricas e ciências. A personagem Recicléia foi criada para responder às perguntas das crianças e explorar temas ligados à reciclagem e meio ambiente.
Para o novo álbum que seria lançado, a cantora e sua gravadora planejaram continuar com as propostas pedagógicas do programa nas canções.

## Bastidores e conteúdo
O álbum Eliana foi descrito pela cantora como um disco pedagógico, com músicas escolhidas através de pesquisas realizadas em escolas, onde as professoras enviaram fitas das crianças cantando. O repertório inclui canções com temas educativos e de preservação ambiental, como "Natureza Mãe", "Começa um Novo Dia" e "Orquestra dos Mosquitos".  Além dessas, segundo o jornal A Tribuna, há faixas divertidas e animadas como "Dança dos Bichos", "Frutaminas", "Festa das Nações" e "Vou Pintar".
A lista de faixas também apresenta um pot-pourri com canções tradicionais, incluindo "A Casa", "O Pato", "Quando Eu Era Neném", "Não Atirei o Pau no Gato" e "Dente de Leite".

## Lançamento
O álbum foi lançado originalmente em três formatos: Disco de vinil (LP), Fita cassete (K7), e Compact disc (CD). O lançamento foi seguido por uma turnê nacional, que começou em outubro, no mês das crianças, e percorreu diversas cidades do Brasil. De acordo com o jornal A Tribuna, Eliana continuou a solidificar sua carreira como uma das principais artistas do segmento infantil, mesclando seu talento como apresentadora e cantora para educar e entreter as crianças.

### Singles
A canção "A Dança dos Bichos" foi lançada como single promocional nas rádios brasileiras em 1996. Além dos shows que Eliana fez durante sua carreira musical, a canção também foi apresentada no bloco "Xô Preguiça", antigo bloco carnavalesco que a apresentadora tinha em Recife, Pernambuco.

## Desempenho comercial
De acordo com o jornal O Fluminense o álbum tornou-se um sucesso, liderando o mercado de música infantil nacional. A Associação Brasileira dos Produtores de Discos (ABPD) não emitiu certificados para o álbum, sendo esse o único da carreira de Eliana a não obter certificado pela organização. No entanto, ainda em 1996, a artista participou do programa de televisão Domingo Legal do Sistema Brasileiro de Televisão (SBT) e recebeu das mãos do apresentador Gugu Liberato o seu quarto disco de ouro, por vendas superiores a 100 mil cópias no Brasil. De acordo com o Dicionário Cravo Albin da Música Popular Brasileira, o álbum vendeu mais de 250 mil cópias e ganhou um disco de platina por suas vendas.

## Lista de faixas
- Créditos adaptados do encarte do CD Eliana, de 1996.[5]

| N.º            | Título                                                                | Compositor(es) | Duração |  |
| 1.             | "A Dança dos Bichos"                                                  |                | 2:24    |  |
| 2.             | "Começa Um Novo Dia"                                                  |                | 2:02    |  |
| 3.             | "Frutanimais"                                                         |                | 3:21    |  |
| 4.             | "Porquinho/Macaquinho/Ratinho Bonitinho/As Vogais"                    |                | 3:23    |  |
| 5.             | "Lavar As Mãos/As Letrinhas/Aprendendo A Contar"                      |                | 2:55    |  |
| 6.             | "As Mãozinhas/Meu Burro/Dente De Leite"                               |                | 3:18    |  |
| 7.             | "Pintinho Fujão/Minhoca/Boneca De Lata"                               |                | 2:37    |  |
| 8.             | "Brincando De Roda"                                                   |                | 3:47    |  |
| 9.             | "Natureza Mãe"                                                        |                | 2:15    |  |
| 10.            | "A Orquestra Dos Mosquitos"                                           |                | 3:17    |  |
| 11.            | "Vou Pintar"                                                          |                | 2:22    |  |
| 12.            | "Festa Das Nações"                                                    |                | 2:39    |  |
| 13.            | "Coelhinho Da Páscoa/A Tartaruguinha/A Igrejinha/Parabéns"            |                | 4:01    |  |
| 14.            | "A Casa/O Pato"                                                       |                | 3:34    |  |
| 15.            | "Quando Eu Era Neném/Não Atirei O Pau No Gato/Onde Estão Os Dedinhos" |                | 2:57    |  |
| Duração total: | Duração total:                                                        | Duração total: | 44:52   |  |

## Certificações e vendas
| Região | Certificação | Vendas estimadas |
| ------ | ------------ | ---------------- |
| Brasil | Platina      | 250,000          |

## Ligações Externas
- Eliana 1996 no iTunes